# Mohamed I de Córdoba
Muhammad I de Córdoba (en árabe: محمد بن عبد الرحمن الأوسط‎; Córdoba, 823 – Córdoba, 886) fue emir independiente de al-Ándalus entre los años 852-886, hijo y sucesor de Abderramán II, miembro de la dinastía Omeya de Córdoba. Fundador de la ciudad de Madrid.

## Biografía
Su gobierno fue sometido a constantes revueltas y movimientos separatistas de los muladíes y mozárabes. 

Mapa de la Península Ibérica a comienzos del.

Los Banu Qasi, aliados de los Arista de Navarra con Musa ibn Musa a la cabeza, se rebelaron contra Córdoba y afirmaron su independencia. Pero en 860 Mohámed invadió la región de Navarra, arruinando y devastando todo el territorio, haciéndose dueño de varios castillos, entre ellos el de Falah’san (Falces). Así consiguió devolver durante un tiempo a la sumisión a los Banu Qasi
En 852 se sublevaron los Banu Qasi de Zaragoza. Toledo también se rebeló, con el apoyo de Ordoño I de Asturias, y Navarra, pero fueron derrotados en la batalla de Guadalacete. Los toledanos volvieron a sublevarse en 871. Tras la victoria en esta batalla, Mohámed ordenó levantar una serie de fortalezas en el territorio fronterizo conocido como Marca Media. Entre ellas, la de Maŷrit o Magerit, embrión de la futura ciudad de Madrid.
En el 880, Ómar ben Hafsún inició una sublevación que no fue sofocada hasta el 928, ya en tiempos de Abderramán III. Junto con la de al-Ŷilliqi en la Marca Inferior, parece que se debió a la reducción de las prebendas que los dos recibían como clientes del emir, reducción debida al menos en parte a los menores ingresos del Tesoro estatal a raíz de la conversión al islam de parte de la población, lo que redujo los impuestos que pagaba. Desde su reinado hasta su sometimiento por Abderramán III, los territorios de Zaragoza, Toledo y Badajoz, todos ellos fronterizos, permanecieron fundamentalmente independientes de la autoridad del emir cordobés.

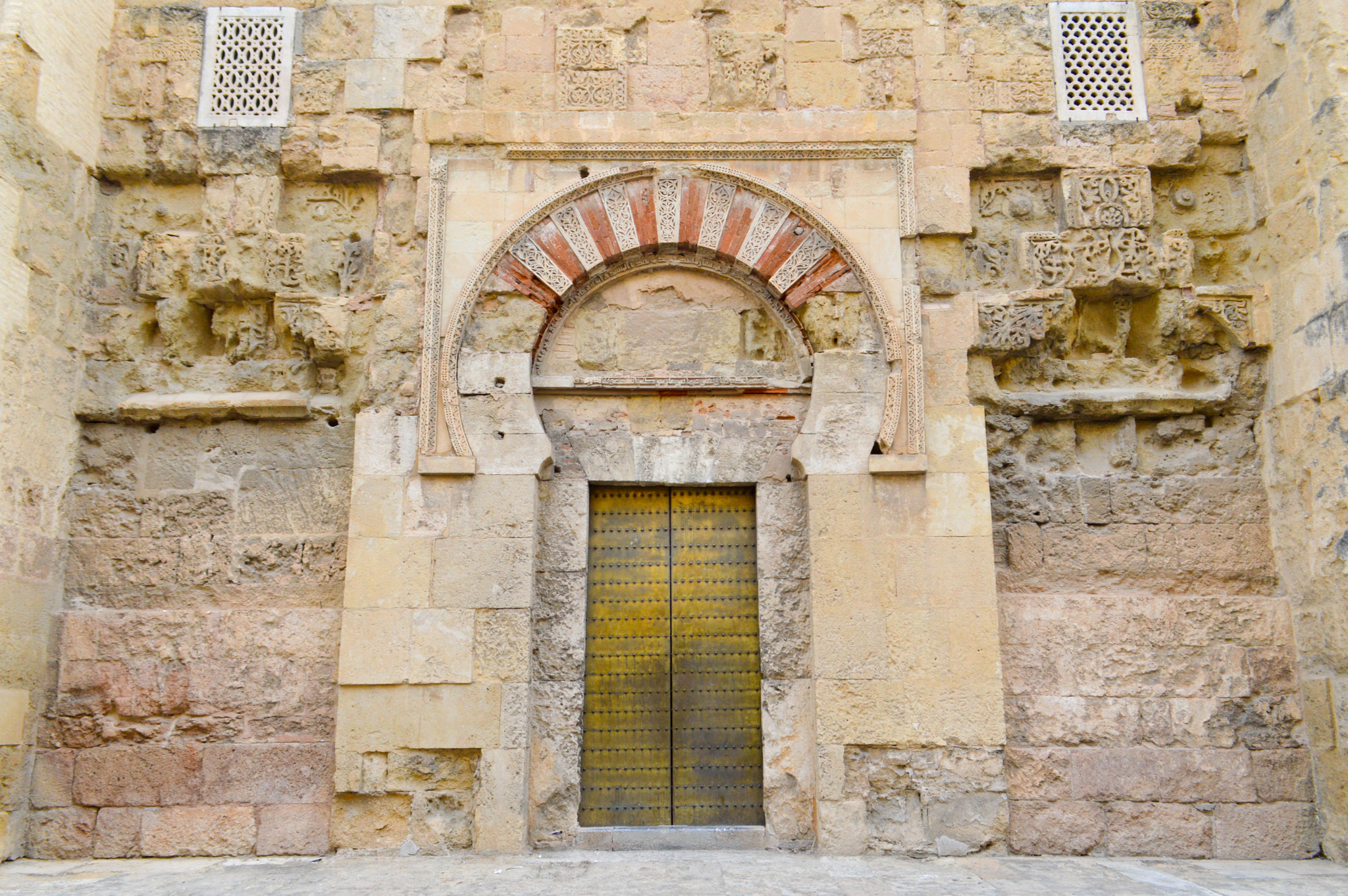
Puerta de San Esteban de la Mezquita de Córdoba, que data de una renovación durante el gobierno de Mohamed I.

Se casó con la vascona Ushar, madre de Abdalá I. Le sucedió su hijo al-Múndir. Fue también su hijo Abdalá I.
| Predecesor: Abderramán II | Emir de Córdoba 852-886 | Sucesor: Al-Múndir |